# Орден Великой победы дракона-громовержца
Орден Великой победы дракона-громовержца (англ. Order of Great Victory of the Thunder Dragon) — вторая по важности награда Королевства Бутан. Учреждён в 1985 году королём Бутана Джигме Сингье Вангчуком.

## Статут
Орденом Великой победы дракона-громовержца награждаются гражданские лица в знак признания за выдающуюся самоотверженность и верность. Орден состоит из двух степеней, состоящих в свою очередь из знака и звезды.
Знак — позолоченная пластина, в центре которой круглая вставка из эмали с изображением флага Бутана с драконом из золота, обрамленная золотым бисером.
Звезда — позолоченная пластина. В центре вставка из эмали с флагом Бутана, идентичная знаку.
Лента тёмно-оранжевого цвета.

## Награждённые
- Джигме Тинлей (17 декабря 2008)
- Сонам Тобгай (англ. Sonam Tobgye) (17 декабря 2008)